# Wunderlist
원더리스트(wunderlist)는 독일의 베를린 소프트웨어 회사 6Wunderkinder에서 만든 할일 관리, 프로젝트 관리 프로그램이다. 기본적으로는 무료이고, 무제한 파일 업로드와 같은 고급기능들을 이용하기 위해서는 비용을 지불해야한다. 리스트가 할일의 기본적인 분류 단위가 되며 리스트 단위로 공개 URL을 만들어서 다른 사용자와 공유도 가능하다. 2013년 애플 앱스토에서 올해의 앱으로 선정되었고, 같은해 구글플레이스토에서 개발자들에게 호평을 받았다. 2014년에는 샤오미사로부터 Golden Mi 상을 받았고, 샤오미 베스트앱으로 선정되었다. 2015년 6월 3일 마이크로소프트사에 인수하여 투두와 통합하여 출시하였다.

## 같이 보기
- 마이크로소프트 투두
- Getting Things Done